# Jan Hieronim Caccia
Jan Hieronim Caccia – rusznikarz z Bergamo, w XVII w. sprowadzony do Polski przez biskupa krakowskiego Piotra Tylickiego. W Samsonowie założył produkcję broni, zajmował się również wytopem żelaza. W 1612 r. dostarczył zbroje, broń palną i białą na wyprawę Zygmunta III.